# 加利西亚-沃里尼亚战争
加利西亚-沃里尼亚战争是1340-1392年间波蘭王國和立陶宛大公國为争夺加利西亞－沃里尼亞王國而發生的戰爭。 1340年加利西亞－沃里尼亞王國的波列斯瓦夫·尤里二世被該國的波雅爾毒死后，立陶宛大公国和波兰王国都对该国提出了主权要求。此後经过雙方长时间的戰爭，加利西亚-沃利尼亚被波兰和立陶宛瓜分，其中加利西亚被波蘭佔領，沃里尼亞被立陶宛佔領。加利西亞－沃里尼亞王國不復存在。 